# جون هاتشيسون
جون هاتشيسون هو سياسي كندي، ولد في 1817، وتوفي في 7 يوليو 1863 في تورونتو في كندا. انتخب عمدة تورونتو ‏ (1857 – 1858).